# Боулинг-Грин (Кентукки)
Бо́улинг-Грин (англ. Bowling Green) — американский город, административный центр округа Уоррен, штат Кентукки. По состоянию на 2017 год, население города составляет 67 067 человек, что делает его третьим по численности в штате после Луисвилла и Лексингтона.
Основанный американскими пионерами в 1798 году, Боулинг-Грин был временной столицей Конфедерации Кентукки во время гражданской войны в США. Город был воспет дуэтом «The Everly Brothers» в 1967 году в песне «Bowling Green».

## История

### Заселение и слияние
Первые европейцы, которые, как известно, достигли этой области, высекли свои имена на буковых деревьях около реки около 1775 года. К 1778 году поселенцы основали станцию МакФадден на северном берегу реки Баррен.
Современный Боулинг-Грин возник из усадеб, построенных братьями Мурами (Роберт и Джордж) и генералом Элайджей Ковингтоном (однофамильцем города недалеко от Цинциннати). Братья Мур прибыли из Виргинии около 1794 года. В 1798 году, через два года после того как был сформирован округ Уоррен, Роберт Мур пожертвовал 2 акра (8 100 м²) земли окружным попечителям с целью строительства общественных зданий. Вскоре после этого он пожертвовал дополнительно от 30 до 40 акров (от 120 000 до 160 000 м²) вокруг первоначального участка. Город Боулинг-Грин был официально зарегистрирован штатом Кентукки 6 марта 1798 года.
Некоторая полемика существует по поводу источника названия города. Город ссылается на первое собрание окружных комиссаров (1798 год), которое назвало город «Болин-Грин» (Bolin Green) в честь парка Боулинг-Грин в Нью-Йорке, где патриоты снесли статую короля Георга III и переплавили её в пули во время Американской революции. Согласно энциклопедии Кентукки, название произошло от города Боулинг-Грин (Виргиния), откуда пришли ранние мигранты, или от «игры в мяч» (ball alley game) основателя Роберта Мура. Ранние записи указывают, что название города также писалось как «Боулингрин» (Bowlingreen).

### XIX век
К 1810 году в Боулинг-Грине жило 154 человека. Рост торговли пароходами и близость реки Баррен увеличила важность города. Канальные шлюзы и плотины на реке Баррен сделали его более судоходным. В 1832 году первая транспортная железная дорога соединила реку с местом расположения нынешнего окружного суда.
Несмотря на быструю урбанизацию Боулинг-Грина и окрестностей в 1830-х годах, сельское хозяйство оставалось важной частью местной жизни. Посетитель города рассказывал о хвастовстве владельца таверны по имени Бенджамин Вэнс:
[Вэнс] говорит, что видел этой осенью репу диаметром 32 дюйма, и у него есть свекла, которая весит 16,5 фунтов; … что кукуруза в этой местности растёт так быстро, что при каждом взгляде на неё она вырастает на фут выше; что «маленькие веточки гикори», растущие в пустошах, имеют корни размером с его ноги…
В 1859 году железная дорога Луисвилла и Нэшвилла (в настоящее время CSX Transportation) прошла через Боулинг-Грин, что соединило город с северным и южным рынками.
Боулинг-Грин объявил себя нейтральным в попытке избежать гражданской войны. Однако, из-за его выгодного расположения и ресурсов, Союз и Конфедерация стремились взять город под контроль. Большинство его жителей отклонили и Конфедерацию и администрацию Линкольна. 18 сентября 1861 года около 1300 солдат Конфедерации прибыли из Теннесси, чтобы занять город, находящийся под командованием уроженца Кентукки генерала Саймона Боливара Бакнера. Про-союзные чувства города удивили конфедеративных солдат. Солдаты Конфедерации укрепили окружающие холмы, чтобы обеспечить возможные военные подходы к ценным речным и железнодорожным активам. В ноябре 1861 года временное Конфедеративное правительство Кентукки выбрало Боулинг-Грин в качестве своей столицы.
14 февраля 1862 года, после получения сообщений о том, что форт Генри на реке Теннесси и форт Донелсон на реке Камберленд были захвачены силами Союза под командованием Улисса С. Гранта, Конфедерация начала отходить от Боулинг-Грин. Они разрушили мосты через реку Баррен, железнодорожное депо и другие важные здания, которые могли быть использованы противником. Город подвергался разрушениям и набегам в течение оставшейся части войны. Летом 1864 года генерал Союза Стивен Г. Бёрбридж арестовал 22 гражданских лица в Боулинг-Грине и его окрестностях по обвинению в государственной измене. Этот инцидент и другие жестокие обращения со стороны федеральных властей привели к разочарованию в Союзе и усилили симпатии к Конфедерации среди жителей Боулинг-Грина.
После гражданской войны деловой район Боулинг-Грина значительно вырос. Ранее сельское хозяйство доминировало над экономикой города. В течение 1870-х годов были построены многие из исторических бизнес-структур, которые действуют и сегодня. Одним из самых важных предприятий в Боулинг-Грине той эпохи была швейная компания «Carie Burnam Taylor». К 1906 году в «Taylor» работало более 200 женщин.
В 1868 году в городе была построена первая водопроводная система. Четвёртое окружное здание суда было завершено в 1868 году. Первые три были построены в 1798, 1805 и 1813 годах. В 1889 году в городе появились первые уличные машины, запряжённые мулами. Первые электрические уличные машины начали заменять их к 1895 году.
Фонд Сёстры милосердия из Назарета основали академию Святой Колумбии в 1862 году, в 1911 году её сменила школа Святого Иосифа. В 1884 году Южная средняя школа, основанная в 1875 году, переехала в Боулинг-Грин из города Глазго (Кентукки). Плезант Дж. Поттер основал женский колледж в Боулинг-Грине в 1889 году. Он закрылся в 1909 году, и его имущество было продано средней школе штата Западного Кентукки (теперь известной как Университет Западного Кентукки). Другими важными школами в ту эпоху были методистский колледж Уоррена, колледж Огдена (который также стал частью университета Западного Кентукки) и женский колледж Грин-Ривер.

### XX век
В 1906 году Генри Хардин Черри, президент и владелец Южной средней школы, пожертвовал её штату в качестве основы средней школы Западного штата. Школа подготовила учителей для растущих образовательных потребностей государства. Это учреждение в настоящее время известно как университет Западного Кентукки и является вторым по величине государственным университетом в штате, недавно превзойдя Луисвиллский университет.
В 1906 году врачи Лилиан Г. Саут, Джей-Эн МакКормак и Эй-Ти МакКормак открыли госпиталь Святого Иосифа для оказания медицинской и сестринской помощи жителям и студентам.
В 1925 году была открыта третья и последняя станция железной дороги Луисвилла и Нэшвилла. Около 27 поездов ежедневно прибывали в депо. Междугородные автобусные линии были также популярным видом путешествий. К 1960-м годам железнодорожные перевозки резко сократились в условиях конкуренции со стороны авиакомпаний и автомобилей. Станция была адаптирована для использования в качестве музея.
В 1940 году фабрика «Union Underwear», построенная в Боулинг-Грине, значительно укрепила экономику города. В 1960-х годах население города стало превосходить население Ашленда, Падьюка и Ньюпорта.
Городские улицы стали узки для движения. В 1949 году была открыта объездная дорога U.S. Route 31W для облегчения транспортных проблем. Объездная дорога превратилась в бизнес-центр Боулинг-Грина. В рекламе 1954 года говорилось: «Ваш бизнес может расти в том направлении, в котором растёт Боулинг-Грин — в объезд по 31W».
К 1960-м годам магазины переместились с торговой площади в центре города в пригородные торговые центры. С мая по ноябрь 1967 года в торговом центре Боулинг-Грин открылись магазины. В другой рекламе говорилось: «Покупки за один раз. Просто паркуйтесь [бесплатно], выходите и делайте покупки. Всё под рукой». С сентября 1979 года по сентябрь 1980 года появились магазины в более крупном торговом центре Гринвуд. Пределы города начали простираться к межштатной автомагистрали Interstate 65.
К концу 1960-х годов было завершено строительство Interstate 65, расположенной к востоку от Боулинг-Грина. Автострада Грин-Ривер (ныне автострада Уильяма Х. Натчера) была завершена в 1970-х годах для соединения Боулинг-Грина и Оуэнсборо. Эти жизненно важные транспортные артерии привлекли множество отраслей промышленности в Боулинг-Грин.
В 1981 году «General Motors» перевела свой сборочный завод Chevrolet Corvette из Сент-Луиса (Миссури) в Боулинг-Грин. В том же году было организовано мероприятие National Corvette Homecoming — большая ежегодная встреча владельцев Корветт, автомобильные парады и связанные с ними мероприятий в Боулинг-Грине. В 1994 году рядом со сборочным заводом был построен Национальный музей Корветт.
В 1997 году Боулинг-Грин был назначен Tree City USA («Город дерева») в Национальный день посадки деревьев.

### Инициативы 21-го века
В 2012 году в городе было проведено технико-экономическое обоснование путей возрождения центра Боулинг-Грина. Планы проекта включали активы набережной Боулинг-Грина, а также его исторический центр и городской пейзаж вокруг Площади фонтанов. Также был предложено новое здание для Торговой палаты, строительство парка Риверуолк, где центр города граничит с рекой Баррен, создание нового общественного парка под названием Циркус-Сквер и установку новой торговой зоны Сквер фонтанов.
Весной 2009 года были построены новая Торговая палата, парк Риверуолк и Циркус-Сквер. Центр исполнительских искусств в Южном Кентукки (центр искусств и образования) открыл свои двери в октябре 2009 года, 10 марта 2012 года в нём прошёл концерт Винса Гилла. В 2012 году была заложена строительная площадка для Сквера фонтанов.
В 2005 году была предпринята попытка включить парк Уайтуотер в прибрежную часть Боулинг-Грина, но в итоге проект не был профинансирован.
В 2011 году фонд Боулинг-Грин Риверфронт расширил свои усилия по освоению земель на противоположной стороне реки Баррен, вверх по течению в Пит-Парке. Новые планы включают использование прилегающей реки для занятий водными видами спорта — протяжённость реки включает пороги, оценённые по международной шкале сложности рек между классами II и IV, а также трассу для катания на горных велосипедах, трассу для памп-трекинга и зону для скалолазания. Часть этого объекта будет расположена на захороненной мусорной свалке, которая долгие годы служила свалкой Боулинг-Грина.

## География
Региональный окружной аэропорт Боулинг-Грин-Уоррен находится на высоте 547 футов (167 м) над уровнем моря. По данным Бюро переписи населения США, общая площадь города составляет 35,6 кв. миль (92,1 км²), из которых 35,4 кв. мили — это суша, а 0,2 кв. мили (0,52 км²) покрыты водой.

### Климат
Боулинг-Грин имеет субтропический океанический климат (Классификация климатов Кёппена — Cfa). Среднемесячная дневная температура колеблется от 35,7 °F (2,1 °C) в январе до 78,7 °F (25,9 °C) в июле. Годовое количество осадков составляет 47,51 дюйма (120,68 см), а весна немного влажнее; снегопад в среднем 8,4 дюйма (21,3 см) в год. Экстремальные температуры колеблются от −21 °F (−29 °C) — 23 и 24 января 1963 года, до 108 °F (42 °C) — 28 июля 1930 года.

## Демография
По данным переписи населения 2010 года в городе проживало 58 067 человек. Популяционная плотность была 1631,1 человек на квадратную милю (630,5 чл/км²). Расовый состав города — 75,8 % белых, 13,9 % афроамериканцев, 6,5 % латиноамериканцы, 4,2 % азиатов, 0,3 % коренных американцев, 0,2 % жителей тихоокеанских островов, 2,16 % других рас и 2,7 % смесь двух или более рас.
По данным переписи, 24,6 % семей имели детей в возрасте до 18 лет, проживающих с ними, 33,1 % были женатыми парами, 14,1 % женщины без мужей. Около 35,4 % всех домов состояли из одного проживающего, из них 19,7 % 65 лет и старше.
Распределение по возрасту составляло 20,1 % до 18 лет, 28 % с 15 до 24, 25,6 % с 25 до 44, 18,8 % с 45 до 64 и 10,6 % с 65 лет и старше. Средний возраст составлял 27,6 года. Женщины составляли 51,7 % населения, а мужчины — 48,3 %.
Средний доход мужчин составлял 35 000 долларов в год, женщин — 28 916. Доход на душу населения для города составлял 19 302 доллара. Около 19,4 % семей и 27,7 % населения находились за чертой бедности, в том числе 30,9 % из них моложе 18 лет.

## Экономика
Боулинг-Грин движется к экономике, основанной на знаниях и технологии. Имея один крупный государственный университет и технический колледж, Боулинг-Грин служит образовательным центром южно-центральной части штата Кентукки. Кроме того, город является ведущим в регионе медицинским и торговым центром.
Завод-изготовитель «General Motors», «Holley Performance Products», «Houchens Industries», SCA, «Camping World», «Minit Mart», «Fruit of the Loom», «Russell Brands» и другие крупные отраслевые компании называют своим домом Боулинг-Грин. Он также привлёк новые отраслевые компании, такие как «Bowling Green Metalforming», подразделение «Magna International, Inc.», и «Halton Company».
Здравоохранительная корпорация «Commonwealth Health Corporation», Университет Западного Кентукки и Совет по образованию округа Уоррен являются крупнейшими работодателями Боулинг-Грина и окружающего региона. Другие компании, базирующиеся в Боулинг-Грине, включают в себя «Eagle Industries» и «Trace Die Cast». «EVINE Live» — третья по величине сеть магазинов товаров для дома, имеет свой складской центр, расположенный у Нэшвилл-Роуд. «EVINE Live» также недавно перевезла большую часть колл-центра по обслуживанию клиентов в Боулинг-Грин. Корпоративная штаб-квартира «EVINE Live» находится в Иден-Прери (Миннесота), хотя основная часть её повседневной деятельности находится в Боулинг-Грине.
По сравнению с Элизабеттаун и Оуэнсборо, Боулинг-Грин испытал самый большой рост занятости после рецессии. С ноября 2001 года по апрель 2006 года общая заработная платы увеличилась на 13 %. С апреля 2005 года в Боулинг-Грине увеличилась занятость на производстве на 5 %, в профессиональных и бизнес услугах — на 5 %, в досуговом и гостиничном бизнесе — на 6 %.
Высокий доход и рост числа рабочих мест в Боулинг-Грине в сочетании с низкими затратами на ведение бизнеса привели к тому, что город вошёл в список «Лучших малых мест для бизнеса» 2009 года по версии журнала «Forbes». «Forbes» оценил 179 городов по всей стране и поставил Боулинг-Грин на 19 место городов, в которых можно вести бизнес. В этом списке Боулинг-Грин опередил Элизабеттаун и Оуэнсборо. Также горд занял 34-е место в списке самой низкой стоимости жизни в стране и 22-е по росту занятости.
В марте 2009 года Боулинг-Грин был признан журналом «Site Selection» лучшим сообществом по экономическому развитию в Соединенных Штатах среди сообществ с населением от 50 до 200 тысяч человек. Метро Боулинг-Грина получило такое же признание от «Site Selection» в 2008 году.
Торговая палата Боулинг-Грина получила в 2009 году призы «Chamber of the Year» и «5-Star Chamber» от Торговой палаты США.

### Лучшие работодатели
Согласно общегодовому финансовому отчёту города за 2011 год, в число ведущих работодателей входят три работодателя из государственного сектора:
| #  | Работодатель                        | Сотрудников |
| -- | ----------------------------------- | ----------- |
| 1  | Университет Западного Кентукки      | 4 626       |
| 2  | Медицинский центр Боулинг-Грина     | 1 914       |
| 3  | «Fruit of the Loom»                 | 1 632       |
| 4  | «Walmart»                           | 1 018       |
| 5  | Государственные школы округа Уоррен | 958         |
| 6  | Экспресс занятость специалистов     | 931         |
| 7  | «Sun Products»                      | 917         |
| 8  | «Houchens Industries»               | 733         |
| 9  | «Magna International»               | 665         |
| 10 | Город Боулинг-Грин                  | 633         |

## Искусство и культура

### Музеи
- Художественный музей науки реки Баррен — уникальный музей «практической» науки, где посетители могут ощутить силу мини-торнадо, управлять одной из крупнейших в стране интерактивных транспортных выставок, подвесить тело с помощью волшебных зеркал и многое другое. Закрыт в сентябре 2011 года.
- Музей и библиотека Кентукки — дом богатых коллекций и образовательных экспонатов по истории и наследию Кентукки. Генеалогические материалы, опубликованные работы, рукописи и информация о народной жизни.
- Национальный музей Корветт — музей американского спортивного автомобиля с более чем 75 Корветтами, включая классику, уникальные прототипы, чемпионов гонок и многое другое.
- Исторический железнодорожный парк и музей поездов — музей в оригинальном железнодорожном депо Боулинг-Грина. Включает в себя 5 восстановленных исторических вагонов.
- Вид на реку в роще Хобсон — исторический дом-музей, является классическим примером итальянской архитектуры — арочные окна, глубокие карнизы с декоративными кронштейнами, купол, расписные потолки.

### Спортивные и развлекательные объекты
«И-Эй Диддл Арена», расположенная в кампусе Университета Западного Кентукки, представляет собой многофункциональную арену вместимостью 7 500 человек. На арене, построенной в 1963 году и отреставрированной в 2004, проводятся такие виды спорта, как баскетбол и волейбол. С 2001 по 2015 год она также принимала чемпионат штата по баскетболу среди девушек из Атлетической Ассоциации старших школ Кентукки (KHSAA). На арене проводилось множество соревнований по родео и цирковых выступлений. В 2006 году на «И-Эй Диддл Арена» было проведено мероприятие по рестлингу WWE.
Город и его окрестности являются домом для Лиги инлайн-хоккея округа Уоррен. Здесь также выступает команда Университета Западного Кентукки, «Хиллтопперс», которая играет в Национальной университетской ассоциации хоккея на роликах (NCRHA).
На бейсбольном стадион Боулинг-Грина в основном играет бейсбольная команда «Боулинг-Грин Хот Родс», выступающая в Лиге Среднего Запада. «Хот Родс» является фарм-клубом «Тампа-Бэй Рейс», играющей в Главной лиге бейсбола (MLB).
«Боулинг-Грин Хорнетс» из Центральной баскетбольной лиги (CBL) базируется в Боулинг-Грине, хотя они играют свои домашние матчи в Расселвилле.
Боулинг-Грин имеет шесть полей для гольфа и восемь для диск-гольфа.

### Другие достопримечательности
- Бейсбольном стадион Боулинг-Грина
- Бич-Бенд Парк
- Сборочный завод «General Motors» в Боулинг-Грине
- Ежегодное мероприятие National Corvette Homecoming
- Центр искусств Капитолия
- Пещера Спринг-Кавернс
- Центр Элоизы Б. Хаученс
- Исторический железнодорожный парк и музей поездов
- Затерянная речная пещера и долина
- Вид на реку в роще Хобсон
- Большой магазин американских пончиков (GADS)
- Федеральное здание и суд имени Уильяма Х. Натчера
- Центр исполнительских искусств Южного Кентукки (SkyPac)
- Велосипедная дорожка в парке Уэлдон-Пит
- Ликёро-водочный завод «Corsair Artisan Distillery»
- Тропа открытия гражданской войны
- Малопроезжая дорога Данкана Хайнса
- Исторический район Шейк-Раг
- Тропа округа Уоррен
- Исторический район Святого Иосифа

## Парки и базы отдыха
Департамент парков и отдыха Боулинг-Грина управляет 895 акрами (3,62 км²) общественных земель для рекреационного использования.

### Общественные центры
- Эф-О Моксли — включает в себя игровую комнату (бильярд, видеоигры), комнату для настольных игр, торговые киоски площадки для ракетбола, уоллибола и баскетбола.
- Паркер-Беннетт — объект для почасовой аренды для встреч, вечеринок и приёмов.
- База отдыха Каммер/Литтл — включает в себя баскетбольную и волейбольную площадки, торговые киоски и пешеходные маршруты.
- Общественный центр Делафилд — включает в себя аудиториум, баскетбольные площадки, детские площадки и места для пикника.

### Парки
- Парк авиационного наследия — расположен на углу улиц Три Спрингс и Смоллхаус Роад. Парк включает в себя ландшафтную зону, которая вмещает в общей сложности до семи самолётов[17].
- Бэйзил Гриффин — назван в честь бывшего судьи округа Уоррен. Большой пруд с перелётными птицами, такими как утки и гуси, детская площадка, поле для диск-гольфа, столы и павильоны для пикников, футбольные поля, волейбольная площадка.
- Си-Дабл-Ю Лампкин — бейсбольные поля, открытые баскетбольные площадки, торговые киоски, грили, павильоны и столы для пикников, детские площадки, футбольное поле, теннисные корты, волейбольные площадки.
- Природный парк Чака Круме — столы и павильоны для пикников, трейлраннинг.
- Ковингтон Вудс — площадка для гольфа, бейсбольное поле, открытая баскетбольная площадка, торговые киоски, грили, павильоны и столы для пикников, детские площадки, теннисные корты, волейбольная площадка.
- Форт Уэбб — исторический участок.
- Сквер фонтанов — исторический викторианский фонтан и городская площадь в центре Боулинг-Грина.
- Эйч-Пи Томас — барбекю, столы для пикников, игровая площадка, футбольные поля, волейбольная площадка.
- Хобсон Гроув — поле для гольфа, бейсбольные поля, поле для диск-гольфа, историческое место, столы для пикника, торговые киоски.
- Джеймс Хайнс — катание на лодках, историческое место.
- Ловерс Лейн — футбольные поля, поле для диск-гольфа, павильон и столы для пикников, детские площадки, торговые киоски.
- Огден — детская площадка.
- Педиго — бейсбольные поля, открытая баскетбольная площадка, клетка для тренировки ударов битой, торговые киоски, павильон и столы для пикников, детская площадка, волейбольная площадка.
- Престон Миллер — аквапарк, бассейны, поле для диск-гольфа, павильоны и столы для пикника, детская площадка, волейбольные площадки, прогулочная/беговая дорожка, торговые киоски.
- Водохранилище Хилл — грили, историческое место, павильон и столы для пикников, детская площадка.
- Риверуолк/Браунфилд — историческое место, прогулочная/беговая дорожка.
- Романза Джонсон — каноэ, каяки, рыбалка, доступ к Дрейкс-Крик (приток реки Баррен).
- Фил Мур — каноэ, каяки, рыбалка, доступ к Дрейкс-Крик, бейсбольные поля, трасса для миникаров, беговая дорожка, поле для диск-гольфа.
- Уэлдон Пит — лодки, пешеходная тропа, трасса для катания на горных велосипедах.
- Роланд Бланд — скейт-парк, открытые баскетбольные площадки, грили, площадка для игры в «подковы», павильон и столы для пикников, детские площадки, футбольное поле, теннисные корты, волейбольная площадка.
- Сперо Кереэйкс — бейсбольные поля, открытая баскетбольная площадка, клетка для тренировки ударов битой, торговые киоски, поле для диск-гольфа, грили, павильоны и столы для пикников, игровые площадки, садовые площадки, футбольные поля, теннисные корты, волейбольная площадка, прогулочная/беговая дорожка.
- Уэстсайдские окрестности — открытая баскетбольная площадка, детская площадка.

### Плавательные центры
- Водный центр Рассела Симса — самая большая «водная игровая площадка» в южно-центральной части Кентукки. Центр включает в себя детскую игровую площадку, бассейн, водные горки, трамплины и торговые киоски.
- Водный центр округа Уоррен — купольный бассейн. Закрыт в феврале 2008 года. В Ловерс-Лейн открыто новое здание. Это учреждение было закрыто для публики в апреле 2014 года и в настоящее время используется частными и школьными командами по плаванию и для физической терапии.

## Образование

### Начальное и среднее образование
Образование обеспечивается системой государственных школ округа Уоррен и независимым школьным округом Боулинг-Грин. Несколько частных школ также обслуживают учащихся Боулинг-Грина.

#### Религиозные школы
- Христианская школа Анкоред — баптистско-христианское дошкольное учреждение[18].
- Христианская академия Боулинг-Грина — неденоминационное христианское дошкольное учреждение.
- Фонд Христианской академии — христианское дошкольное учреждение Церкви Христа.
- Свято-Троицкая лютеранская школа — лютеранско-христианское дошкольное учреждение[19].
- Школа Старого союза — христианское дошкольное учреждение[20].
- Школа Святого Иосифа — католическое дошкольное учреждение.

#### Начальные школы

##### Государственные школы округа Уоррен
- Начальная школа Алватона
- Начальная школа Брайрвуда
- Начальная школа Бристоу
- Начальная школа Камберленд-Трейс
- Средняя школа Дрейкс-Крик
- Старшая школа Гринвуда
- Средняя школа Генри Ф. Мосса
- Начальная школа Лост-Ривер
- Начальная школа Северного Уоррена
- Начальная школа Окленда
- Начальная школа Плейно
- Начальная школа Рич-Понд
- Начальная школа Джоди Ричардс
- Начальная школа Ричардсвилла
- Начальная школа Рокфилда
- Старшая школа Южного Уоррена
- Средняя школа Южного Уоррена
- Начальная школа Уоррена
- Центральная старшая школа Уоррена
- Восточная старшая школа Уоррена
- Восточная средняя школа Уоррена
- Начальная школа Уильяма Х. Натчера

##### Независимый школьный округ Боулинг-Грин
- Дишман-МакГиннис
- Паркер Беннетт Карри
- Поттер Грей
- Ти-Си Черри
- Дабл-Ю-Ар МакНилл

#### Средние и младшие школы
Все эти школы находятся в ведении округа Уоррен, кроме младшей школы Боулинг-Грина.
- Младшая школа Боулинг-Грина
- Средняя школа Дрейкс-Крик
- Средняя школа Генри Ф. Мосса
- Восточная средняя школа Уоррена
- Средняя школа Южного Уоррена

#### Старшие школы
Все школы находятся в ведении округа Уоррен, кроме старшей школы Боулинг-Грина и Академии математики и наук Кэрола Мартина Гаттона.
- Старшая школа Боулинг-Грина
- Академия математики и наук Кэрола Мартина Гаттона в Кентукки
- Старшая школа Гринвуда
- Центральная старшая школа Уоррена
- Восточная старшая школа Уоррена
- Старшая школа Южного Уоррена
- Старшая школа Академии Лайтхаус

### Высшее образование
- Центр обучения Боулинг-Грина
- Колледж Деймар
- Общественный и технический колледж Южно-Центрального Кентукки
- Университет Западного Кентукки

## Средства массовой информации

### Печатные
- The Amplifier — ежемесячное издание о искусстве и развлечениях[21]
- Bowling Green Daily News — ежедневные новости[22]
- College Heights Herald — студенческая газета Университета Западного Кентукки[23]
- Soky Happenings[24]

### Телевидение
- Time Warner Cable/Spectrum (кабельный оператор)
- WBKO ABC Channel 13
- WKYU PBS Channel 24
- WCZU Antenna TV/MNTV Channel 39
- WNKY NBC Channel 40
- WKGB PBS/KET Channel 53

### Цифровые трансляции
- WBKO ABC Channel 13.1 720p
- WBKO Fox Channel 13.2 480i
- WBKO CW Channel 13.3 480i
- WKYU PBS Channel 24.1 1080i
- WKYU Create Channel 24.2 480i
- WCZU Antenna TV/MNTV Channel 39.1 480i
- WCZU Buzzr Channel 39.2 480i
- WCZU Bounce TV Channel 39.3 480i
- WCZU SBN Channel 39.4 480i
- WCZU GRIT Channel 39.5 480i
- WCZU Escape Channel 39.6 480i
- WCZU Cozi TV Channel 39.7 480i
- WNKY NBC Channel 40.1 1080i
- WNKY CBS Channel 40.2 480i
- WNKY MeTV Channel 40.3 408i
- WKGB PBS Channel 53.1 KET1 720p
- WKGB PBS Channel 53.2 KET2 480i
- WKGB PBS Channel 53.3 KETKY The Kentucky Channel 480i
- WKGB PBS Kids Channel 53.4 480i

### Радио
- AM 930 WKCT — Новости/Обсуждение
- AM 1340 WBGN — спортивное радио Fox
- AM 1450 WWKU — радио ESPN
- FM 88.1 WAYFM — WAYFM
- FM 88.9 WKYU — общественное радио Университета Западного Кентукки
- FM 90.7 WCVK — христианское семейное радио
- FM 91.7 WWHR — студенческая радиостанция Университета Западного Кентукки
- FM 93.3 WDNS — станция классического рока Боулинг-Грина
- FM 95.1 WGGC — Goober 95.1 — местное радио
- FM 96.7 WBVR — The Beaver — местное радио (лицензировано в Обёрне)
- FM 100.7 WKLX — Sam 100.7 — классические хиты (лицензировано в Браунсвилле)
- FM 103.7 WHHT — Howdy 103.7 — местное радио (лицензировано в Кейв-Сити)
- FM 105.3 WPTQ — The Point — классический и эктив-рок (лицензировано в Глазго)
- FM 106.3 WOVO — Wovo106.3 — радио для взрослых (лицензировано в Хорс-Кейв)
- FM 107.1 WUHU — Woohoo — топ-40 (лицензировано в Смитс-Гроув)

## Транспорт

### Основные автомагистрали
- Interstate 65 — на север в Луисвилл, на юг в Нэшвилл (Теннесси).
- Автострада Уильяма Х. Натчера — на север в Оуэнсборо.
- U.S. Route 231 — на север в Моргантаун, на юг в Скоттсвилл.
- U.S. Route 31W — на север в Парк-Сити, на юг во Франклин.
- U.S. Route 68/Kentucky State Route 80 — на запад в Хопкинсвилл, на восток в Лексингтон

### Другие автомагистрали
- Kentucky State Route 185
- Kentucky State Route 234
- Kentucky State Route 242
- Kentucky State Route 880

### Бывшие автомагистрали
- Kentucky State Route 67 (1929—1969)

### Воздушный транспорт
Город обслуживается региональным окружным аэропортом Боулинг-Грин-Уоррен.

### Автобусы
Агентство общественных действий Южного Кентукки управляет «GO bg Transit», который обеспечивает общественный транспорт в Боулинг-Грине. Междугородние перевозчики, которые обслуживают Боулинг-Грин, включают в себя «Greyhound» и «Tornado Bus Company».

## Близлежащие города и сообщества

### Окружные общины
Соседние сообщества включают в себя: Алватон, Аллен-Спрингс, Блу-Левел, Браунинг, Вудберн, Дрейк, Кейвхилл, Окленд, Петрос, Плам-Спрингс, Плейно, Рокфилд, Рич-Понд, Ричардсвилл и Смитс-Гроув.

### Соседние города
Соседние города включают в себя: Браунсвилл, Глазго, Моргантаун, Расселлвилл, Скоттсвилл и Франклин

## Известные уроженцы и жители
- «Cage the Elephant» — рок-группа
- «Foxhole» — инструментальная пост-рок группа
- «Nappy Roots» — рэп группа, альбом которой «Watermelon, Chicken & Gritz» стал платиновым
- «Sleeper Agent» — рок-группа
- Томас Лилборн Андерсон — член палаты представителей США из Миссури[25]
- Гари Барнидж — профессиональный футболист, тайт-энд
- Бен Бейли — комик и ведущий телевизионного игрового шоу «Cash Cab»
- Сэм Буш — музыкант
- Бретт Гатри — член палаты представителей США
- Генри Гридер — член палаты представителей США
- Дороти Гридер — художница и иллюстратор детских книг
- Дэвид Ф. Данкан — эпидемиолог и консультант по наркополитике в администрации Клинтона
- Деревенщина Джим (Джеймс Моррис) — профессиональный реслер
- Крис Кармайкл — музыкант
- Джон Карпентер — кинорежиссёр
- Афина Кейдж — музыкант
- Пол Килгус — бывший профессиональный бейсболист, питчер
- Бен Кит — соло-музыкант и продюсер
- Джон Д. Минтон, младший — председатель Верховного суда Кентукки
- Даг Мозли — бывший священник Объединённой методистской церкви и бывший сенатор штата
- Томас Николсон — профессор Университета Западного Кентукки. Разработал управление по вопросам злоупотребления наркотиками и наркополитики. Входил в список кандидатов на пост директора по национальной политике в области контроля над наркотиками администрации Обамы.
- Джордж Пирс — республиканец, бывший член Палаты представителей Техаса от его родного Сан-Антонио. Бывший житель Боулинг-Грина.
- Рэнд Пол — офтальмолог, сенатор, сын члена палаты представителей США Рона Пола из Техаса
- Роберт Рейнольдс — бывший профессиональный футболист, лайнбекер
- Дебора Реншоу — бывшая гонщица NASCAR
- Джоди Ричардс — бывший спикер палаты представителей Кентукки и нынешний конгрессмен штата Кентукки
- Закари Стивенс — вокалист группы «Savatage»
- Крис Тернер — бывший профессиональный бейсболист, кэтчер
- Джордж Фант — профессиональный футболист, оффенсив тэкл «Сиэтл Сихокс», в колледже играл в баскетбол за «Западный Кентукки Хиллтопперс»
- Фрэнсис Фаулер — художница
- Данкан Хайнс — кулинарный критик и автор кулинарных книг
- Кори Харт — профессиональный бейсболист, правый филдер, участник Матча всех звёзд МЛБ 2008 и 2010 годов
- Мордекай Хэм — христианский евангелист и пастор мемориальной баптистской церкви Бёртона в начале 20-го века
- Рекс Чапмэн — бывший профессиональный баскетболист, играл за «Кентукки Уайлдкэтс» в колледже, профессионально играл за «Шарлотт Хорнетс», «Вашингтон Буллетс», «Майами Хит» и «Финикс Санз». Вице-президент по персоналу игроков «Денвер Наггетс».

## Города-побратимы
- Каваниси (префектура Хиого, Япония)
- Эрфурт (федеральная земля Тюрингия, Германия)